# Tännäs
Tännäs est une localité de la commune d'Härjedalen dans le comté de Jämtland en Suède.